# Dōmyō
Dōmyō (道命) (974 - 26 juillet 1020) est un moine bouddhiste et poète japonais du milieu de l'époque de Heian. Son père est Fujiwara no Michitsuna. Il compte parmi les trente-six poètes immortels du Moyen Âge (Chūko Sanjūrokkasen).
En 987 il se fait moine et entre au monastère Enryaku-ji, puis en 1001 il est nommé acariya (ajari) du temple Sōji-ji et en 1016 bettō du temple Tennō-ji. Accessoirement, dans quelques récits comme le Uji Shūi Monogatari, il est fait mention d'une relation intime entre ce moine et la poétesse Izumi Shikibu. Il est par ailleurs ami d'enfance de l'empereur Kazan et fréquente les cercles poétiques patronnés par celui-ci jusqu'à la mort de l'empereur en 1008.
Sa collection personnelle s'appelle Dōmyō Ajari-shū (道命阿闍梨集). Quelques-uns de ses poèmes sont inclus dans diverses anthologies impériales dont la Goshūi Wakashū. Par ailleurs, certains de ses poèmes sont inclus dans des compilations telles que l'Akazome Emon-shū réalisée par Akazome Emon.